# Flaga Pragi
Flaga Pragi – jeden z symboli miejskich Pragi.

## Wygląd
Prostokątny płat tkaniny o stosunku wysokości do długości jak 2:3, złożony z dwóch poziomych pasów barwnych jednakowej wysokości: górnego barwy żółtej i dolnego barwy czerwonej. Flaga została zatwierdzona przez Radę Miasta Praga 21 marca 1991 roku. Barwy flagi odwzorowują barwy herbu Pragi.
| Kolor | PANTONE  | CMYK       | RGB       |
| ----- | -------- | ---------- | --------- |
|       | 7549 XGC | 0:25:100:0 | 255:190:0 |
|       | 3517 C   | 0:92:99:25 | 192:16:1  |

## Dzielnice Pragi

Praga 1
Praga 2
Praga 3
Praga 4
Praga 5
Praga 6
Praga 7
Praga 8
Praga 9
Praga 10
Praga 11
Praga 12
Praga 13
Praga 14
Praga 15
Praga 16
Praga 17
Praga 18
Praga 19
Praga 20
Praga 21
Praga 22